# Helene Deutsch
Helene Deutsch (geboren 9. Oktober 1884 in Przemyśl, Galizien, Österreich-Ungarn; gestorben 29. März 1982 in Cambridge, Massachusetts; geborene Rosenbach) war eine austroamerikanische Psychoanalytikerin. Sie war die erste Psychoanalytikerin, die sich auf die Psychologie der Frau und weibliche Sexualität spezialisierte.

## Leben und Wirken
Als jüngste Tochter einer assimilierten jüdischen Familie – ihr Vater Wilhelm Rosenbach war Rechtsanwalt – wuchs Helene ohne religiöse Bindung an das Judentum auf. Mit dem sozialistischen Politiker Herman Lieberman gründete sie in Przemyśl eine Organisation für Arbeiterinnen und begleitete ihn 1910 zum Kongress der Sozialistischen Internationale nach Stockholm.
Sie studierte ab 1907 Medizin in Wien und München und promovierte 1912 an der Medizinischen Fakultät der Universität Wien. Im gleichen Jahr heiratete sie den Arzt Felix Deutsch und nahm eine unbezahlte Stelle als Assistenzärztin an der Psychiatrischen Universitätsklinik in Wien bei Julius Wagner-Jauregg an und assistierte bei dessen Erforschung der Malariatherapie zur Behandlung der progressiven Paralyse.

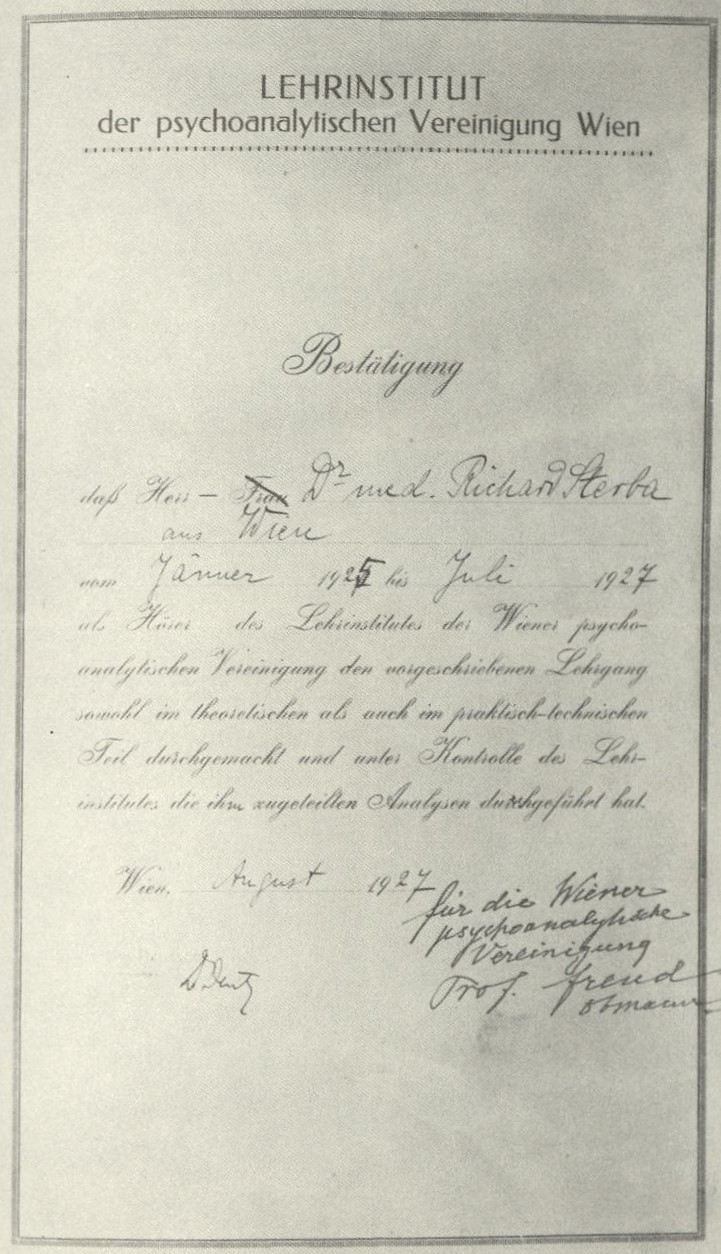
Von Helene Deutsch und Sigmund Freud unterschriebenes Zeugnis für Richard Sterba (1927)

1917 wurde ihr Sohn Martin Deutsch geboren, der ein bekannter Physiker wurde. 1918 begann sie eine Lehranalyse bei Sigmund Freud. Zuvor hat sie die Klinik von Wagner-Jauregg, der ein Gegner der Psychoanalyse war, verlassen. Freud brach die Analyse nach einem Jahr ab, weil er meinte, keine Hinweise auf eine Neurose bei ihr finden zu können, und weil er die Therapiestunde für einen anderen Patienten, der in der Literatur der Krankengeschichten Sigmund Freuds unter dem Namen „Wolfsmann“ bekannt wurde, benötigte.
Als Schülerin und Mitarbeiterin Freuds und seit 1918 Mitglied der Wiener Psychoanalytischen Vereinigung war sie die erste Frau, die sich intensiver mit der „Psychologie der Frauen“ befasste. 1920 nahm sie am VI. Kongreß der Internationalen Psychoanalytischen Vereinigung in Den Haag teil. 1923 ging sie nach Berlin, um sich weiterzubilden und auf Empfehlung Freuds bei Karl Abraham eine Analyse zu absolvieren. Später wurde sie Direktorin des Ausbildungsinstituts an dem von Eduard Hitschmann und Wilhelm Reich geleiteten Psychoanalytischen Ambulatorium in Wien. Im September 1934 flüchtete sie mit ihrem Sohn aus dem vom Austrofaschismus regierten Österreich und zog in die USA. Ihr Ehemann folgte ihnen nur einige Monate später. In Cambridge (Massachusetts) war sie an der von Dr. Stanley Cobb geleiteten psychiatrischen Klinik am Massachusetts General Hospital bis zu ihrem Tod 1982 als anerkannte Psychoanalytikerin tätig.
In Weiterführung des Freudschen Ansatzes übernahm Helene Deutsch zwar die Vorstellungen Freuds von Ödipuskomplex, Penisneid, Kastrationsangst, Narzissmus und Masochismus, betonte aber die anatomischen Unterschiede zwischen den Geschlechtern und beschäftigte sich hauptsächlich mit den spezifischen Auswirkungen dieser psychoanalytischen Konzepte auf die weibliche Psyche und Sexualität.
In ihren Arbeiten über die Psychologie der Frau und über weibliche Sexualität flossen autobiografische Erfahrungen ein. 1973 erschien ihre Selbstbiografie Confrontations with myself (in deutscher Übersetzung: Selbstkonfrontation), in der sie berichtet, den Tod ihres 1964 verstorbenen Ehemannes nie überwunden zu haben. Anfang der 1970er Jahre nahm sie an Demonstrationen gegen den Vietnam-Krieg teil. 1975 wurde sie in die American Academy of Arts and Sciences gewählt.

## Schriften (Auswahl)
- Zur Psychologie des Mißtrauens, in: Imago. Zeitschrift für Anwendung der Psychoanalyse auf die Geisteswissenschaften, 1921, Band VII, Heft 1, S. 71–83.[2]
- Psychoanalyse der weiblichen Sexualfunktionen. Leipzig / Wien / Zürich : Internationaler Psychoanalytischer Verlag, 1925
- Psychologie des Weibes in den Funktionen der Fortpflanzung, in: Internationale Zeitschrift für Psychoanalyse, 1925, Band XI, Heft 1, S. 40–53.[3]
- Beitrag zur Psychologie des Sports, in: Internationale Zeitschrift für Psychoanalyse, 1925, Band XI, Heft 2, S. 222–226.[4]
- Zur Psychogenese eines Ticfalles, in: Internationale Zeitschrift für Psychoanalyse, 1925, Band XI, Heft 3, S. 325–332.[5]
- Ein Frauenschicksal George Sand, in: Imago. Zeitschrift für Anwendung der Psychoanalyse auf die Natur- und Geisteswissenschaften, 1928, Band XIV Heft 2/3, S. 334–357.[6]
- Der feminine Masochismus und seine Beziehung zur Frigidität, in: Internationale Zeitschrift für Psychoanalyse, 1930, Band XVI, Heft 2, S. 172–184.[7]
- Ein Fall von Hühnerphobie, in: Die Psychoanalytische Bewegung, 1930, Band II, Heft 2, S. 185–194.[8]
- Ein Fall von hysterischer Schicksalsneurose, in: Die Psychoanalytische Bewegung, 1930, Band II, Heft 3, S. 273–284.[9]
- Über die weibliche Homosexualität, in: Internationale Zeitschrift für Psychoanalyse, 1932, Band XVIII, Heft 2, S. 219–241.[10]
- Über die Weiblichkeit, in: Imago. Zeitschrift für psychoanalytische Psychologie, ihre Grenzgebiete und Anwendungen, 1933, Band XIX, Heft 4, S. 518–528.[11]
- Mütterlichkeit und Sexualität, in: Imago. Zeitschrift für psychoanalytische Psychologie, ihre Grenzgebiete und Anwendungen, 1933, Band XIX, Heft 1, S. 5–16.[12]
- Zur Psychologie der manisch-depressiven Zustände, in: Internationale Zeitschrift für Psychoanalyse, 1933, Band XIX, Heft 3, S. 358–371.[13]
- Über einen Typus der Pseudoaffektivität ("Als ob"), in: Internationale Zeitschrift für Psychoanalyse, 1934, Band XX, Heft 3, S. 323–335.[14]
- Über das induzierte Irresein (Folie à deux), in: Internationale Zeitschrift für Psychoanalyse, 1937, Band XXIII, Heft 4, S. 470–478.[15]
- Confrontations with Myself. New York : Norton, 1973 (dt.: Selbstkonfrontation. Die Autobiographie einer großen Psychoanalytikerin. München : Kindler, 1975)